# Ранет перцевий
«Ранет перцевий» — настоянка напівсолодка слабоградусна, міцністю 25% об. Настоянка має золотисто-жовтий колір, до складу входять: яблучний спиртований сік, настої червоного перцю та вишневих гілок, лимонна кислота і колер.
До такого типу настоянок (20—28 % об.) також відносятся: «Лісова казка», «Горобинка», «Горіхова», «Південна», «Подільська», «Суздальська», «Біла акація», «Цикоринка».
Міцність 25% об. мають настоянки: «Ранет перцевий», «Подільська» та «Суздальська». Вміст цукру в них відповідно становить: 7,0; 8,2 та 8,0 г/100 см3. До купажу цих настоянок входить яблучний сік спиртований.